# 디즈니 할리우드 스튜디오

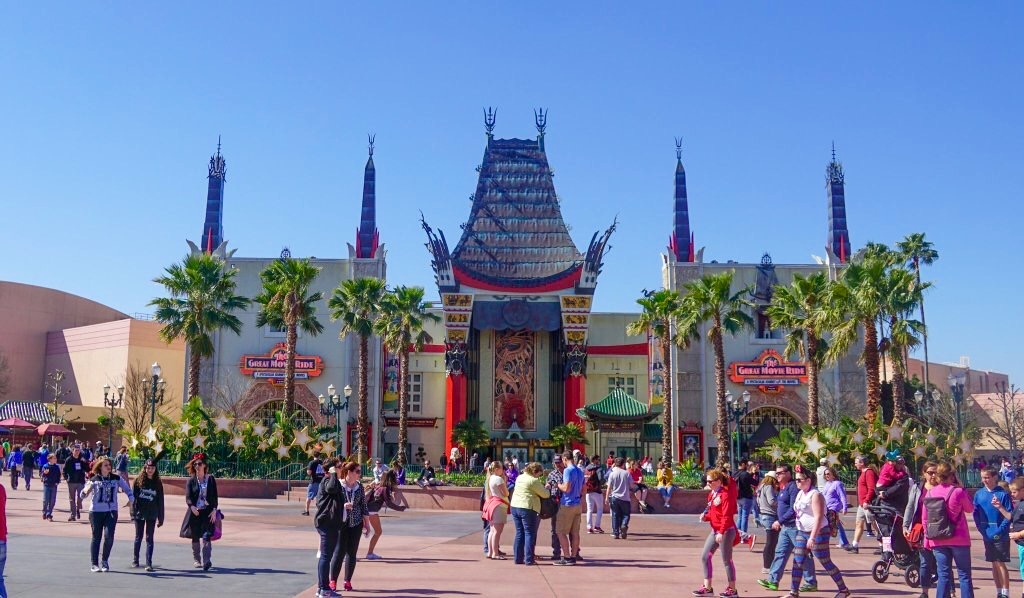

디즈니 할리우드 스튜디오(Disney's Hollywood Studios)는 미국 플로리다주 올랜도의 월트 디즈니 월드 리조트에 있는 4개의 디즈니 파크 내의 한 개이다.

## 같이 보기
- 월트 디즈니 스튜디오 파크